# 48e méridien est
En géographie, le 48e méridien est est le méridien joignant les points de la surface de la Terre dont la longitude est égale à 48° est.

## Géographie

### Dimensions
Comme tous les autres méridiens, la longueur du 48e méridien correspond à une demi-circonférence terrestre, soit 20 003,932 km. Au niveau de l'équateur, il est distant du méridien de Greenwich de 5 343 km,.
Avec le 132e méridien ouest, il forme un grand cercle passant par les pôles géographiques terrestres.

### Régions traversées
En commençant par le pôle Nord et descendant vers le sud au pôle Sud, Le 48e méridien est passe par:
| Coordonnées          | Pays, territoire ou mer | Notes                                                                                      |
| -------------------- | ----------------------- | ------------------------------------------------------------------------------------------ |
| 90° 00′ N, 48° 00′ E | Océan Arctique          |                                                                                            |
| 80° 48′ N, 48° 00′ E | Russie                  | Île Terre d'Alexandra, Terre François-Joseph                                               |
| 80° 43′ N, 48° 00′ E | Mer de Barents          | canal de Cambridge                                                                         |
| 80° 32′ N, 48° 00′ E | Russie                  | Île de la Terre George Terre François-Joseph                                               |
| 80° 04′ N, 48° 00′ E | Mer de Barents          | Passe juste à l'ouest de l'île de Kolguyev, Russie                                         |
| 67° 38′ N, 48° 00′ E | Russie                  |                                                                                            |
| 50° 09′ N, 48° 00′ E | Kazakhstan              |                                                                                            |
| 47° 46′ N, 48° 00′ E | Russie                  | Passe par le centre de la ville de Astrakhan, Russia                                       |
| 45° 42′ N, 48° 00′ E | Mer Caspienne           |                                                                                            |
| 42° 24′ N, 48° 00′ E | Russie                  |                                                                                            |
| 41° 24′ N, 48° 00′ E | Azerbaïdjan             |                                                                                            |
| 39° 41′ N, 48° 00′ E | Iran                    |                                                                                            |
| 31° 00′ N, 48° 00′ E | Irak                    | Le méridien court parallèlement à la frontière avec l'Iran, qui est environ 3km vers l'est |
| 30° 00′ N, 48° 00′ E | Koweït                  |                                                                                            |
| 29° 34′ N, 48° 00′ E | Golfe Persique          | Baie de Koweït                                                                             |
| 29° 23′ N, 48° 00′ E | Koweït                  | Passe par la ville de Koweït                                                               |
| 28° 32′ N, 48° 00′ E | Arabie saoudite         |                                                                                            |
| 17° 51′ N, 48° 00′ E | Yémen                   |                                                                                            |
| 14° 03′ N, 48° 00′ E | Océan Indien            | Golfe d'Aden                                                                               |
| 11° 07′ N, 48° 00′ E | Somalie                 |                                                                                            |
| 4° 31′ N, 48° 00′ E  | Océan Indien            | Passe juste à l'est de l'Île Astove, Seychelles                                            |
| 13° 32′ S, 48° 00′ E | Madagascar              |                                                                                            |
| 22° 12′ S, 48° 00′ E | Océan Indien            |                                                                                            |
| 60° 00′ S, 48° 00′ E | Océan Austral           |                                                                                            |
| 67° 17′ S, 48° 00′ E | Antarctique             | Territoire antarctique australien, revendiqué par l' Australie                             |